# Базылевка (Хиславичский район)
Базылевка — деревня в Хиславичском районе Смоленской области России. Входит в состав Кожуховичского сельского поселения. Население — 1 житель (2007 год). 
Расположена в юго-западной части области в 16 км к юго-западу от Хиславичей, в 49 км западнее автодороги А141 Орёл — Витебск, на берегу реки Лыза. В 49 км восточнее деревни расположена железнодорожная станция Стодолище на линии Смоленск — Рославль. 

## История
В годы Великой Отечественной войны деревня была оккупирована гитлеровскими войсками в июле 1941 года, освобождена в сентябре 1943 года.